# Gyranusoidea pauliani
Gyranusoidea pauliani är en stekelart som först beskrevs av Jean Risbec 1957.  Gyranusoidea pauliani ingår i släktet Gyranusoidea och familjen sköldlussteklar. Inga underarter finns listade i Catalogue of Life.